# Bagauda-Stausee
Der Bagauda-Stausee (auch mit Bagaudo bezeichnet) ist ein Stausee in Nigeria. Er liegt im nördlichen Bundesstaat Kano bei dem Ort Bebeji, der etwa 45 km südwestlich der Stadt Kano liegt.

## Die Talsperre
Es handelt sich um einen 20 m hohen und 2100 m langen Staudamm aus Erdschüttmaterial mit einem Stausee, der normalerweise 22 Millionen m³ Stauinhalt hat. Der Staudamm wurde zwischen 1969 und 1970 zur Bewässerung, Wasserversorgung, Fischerei und Freizeiterholung gebaut. Am Stausee gibt es ein Hotel, das Bagauda Resort Hotel.

## Dammbruch
Im August 1988 verursachten starke Regenfälle einen Anstieg des Wasserspiegels. Der Stauinhalt stieg bis zum 15. August auf 42 Millionen m³. Der Damm wurde daraufhin überströmt, sodass er am 16. August 1988 brach. Durch die dadurch verursachte Flutwelle kamen 23 Menschen ums Leben, rund 200.000 wurden obdachlos, ca. 18.000 Häuser und etwa 14.000 Bauernhöfe wurden zerstört. 
Nach Ahmed und Musa (1989) waren die Ursachen bauliche Fehler. Bereits 1986 wurden Setzungen und Risse beobachtet. Die Überlaufhöhe der Hochwasserentlastung wurde daraufhin um 4 m abgesenkt. 1987 wurden von Tieren erzeugte Löcher im Damm festgestellt, sie wurden mit Sand gefüllt. Anfang 1988 wurden auch die Risse mit Sand gefüllt. 
Der Staudamm wurde wieder aufgebaut.
In Nigeria sind danach noch zwei weitere Talsperren gebrochen: die Cham-Talsperre in Gombe 1991 und die Bagoma-Talsperre in Kaduna 1994.